# Агдистис
Агдистис (грч. Ἄγδιστις) је најпре био епитет богиње Кибеле, а касније и посебно хермафродитно божанство, које је добило име по планини Агдос. Ово биће је ословљавано женским полом, али представља у ствари двополно биће које је настало из Зевсовог семена, али коме су при кастрирању одстрањене само мушке гениталије, те се ословљава као женско.

## Митологија
ПРВО ПРЕДАЊЕ
У заносу је једне ноћи Зевс пролио своје семе на земљу и настало је застрашујуће двополно биће- Агдистис, које су богови из страха одмах потом везали и кастрирали. Од одбачених гениталија је настало бадемово дрво. Кћи речног бога Сангарија је узбрала плод са дрвета и ставила га у недра, међутим одмах потом је плод нестао, а девојка је затруднела. Родила је младића Атиса, али га је лишила материнске љубави. Када је младић одрастао, Агдистис је зажелела његову љубав заљубивши се у његову надземаљску лепоту. Међутим, младићева породица је одлучила да га ожени за кћи краља Песинунта. Агдистис је из љубоморе на дан венчања залудела Атиса и краља Песинунта, те су се они у заносу сами кастрирали, а потом и умрли.
Агдистис се убрзо покајала и умолила Зевса да сачува Атисово тело од пропадања.
ДРУГО ПРЕДАЊЕ
На граници Фригије је на планини Агдосу постојао уклесан у стену симбол Кимбелиног култа. Једном се туда шетао Зевс који је тужан због својих безуспешних покушаја да се приближи богињи Кимбели бацио своје семе на стену и из ње је створено двополно биће Агдистис које је Дионис опио и кастрирао потом. Из проливене крви је израстао нар, чији је плод узбрала Сангаријева кћи Нана, потом га ставила у недра и затруднела. Нана је напустила малишана, а пролазници који су га нашли су га однеговали и дали му име Атис (знач. лепотан). Касније су се Агдистис и Кибела посвађале око Атиса, јер су због његове лепоте желеле да га присвоје за себе. Када је краљ Песинунта, Мида одлучио да уда своју кћи за Атиса, Агдистис је из љубоморе обојицу натерала да се сами кастрирају, а после чега је младић и издахнуо. На месту смрти су израсле љубичице. На том месту се убила и његова несуђена љубав. Зевс је сачувао остатке младића- коса му је и даље расла, и могао је покретати мали прст. Агдистис је пренела тело младића у Песинунт, и у његову част створила тамо свештенички ред установивши Атисов празник.